# Коробейников, Алексей Витальевич
Алексей Витальевич Коробейников (12 мая 1978, Ачинск, Красноярский край, РСФСР — 16 мая 2014, Красноярск, Россия) — украинский биатлонист российского происхождения, участник Олимпиады-2006 и Кубка мира, чемпион (2003) и призёр чемпионата Европы, чемпион мира среди юниоров по биатлону, чемпион мира по летнему биатлону. Мастер спорта России международного класса по биатлону (1999), мастер спорта России по лыжным гонкам.

## Биография
Первым тренером спортсмена был его отец — Виталий Коробейников. Учился в Дивногорском колледже-интернате олимпийского резерва.
В начале карьеры выступал на юниорских турнирах за сборную России. На чемпионате мира среди юниоров 1997 года в Форни-Авольтри стал победителем в командной гонке вместе с Дмитрием Бабичем, Сергеем Башкировым и Сергеем Усанковым. Участвовал в чемпионате мира среди юниоров 1998 года в Джерико, занял 10-е место в индивидуальной гонке.
В 1999 году стал победителем зимней Универсиады в словацком Попраде в эстафете в составе сборной России.
С 2002 года выступал за сборную Украины. Дебютировал на Кубке Европы в сезоне 2002/03 в норвежском Оле, заняв 20-е место в спринте. В том же сезоне впервые принял участие в Кубке мира на этапе в Поклюке — сначала выступил в эстафете, где украинцы были восьмыми, затем в личной гонке стал 41-м в спринте.
На чемпионате Европы 2003 года в Форни-Авольтри стал чемпионом в спринте, был 17-м в гонке преследования и пятым — в эстафете. Также принимал участие в чемпионатах Европы в 2004, 2005, 2006, 2007 и 2008 годах. В 2005 году в Новосибирске стал серебряным призёром в эстафете, а в 2007 году в Банско выиграл бронзу в индивидуальной гонке.
В 2003 году стал чемпионом мира по летнему биатлону в эстафете в составе сборной Украины вместе с Александром Беланенко, Андреем Дериземлёй и Вячеславом Деркачом. В личных видах на этом турнире лучшим результатом стало девятое место в гонке преследования.
В сезоне 2003/04 набрал первые очки в зачёт Кубка мира, заняв 24-е место в гонке преследования на этапе в Контиолахти.
Принимал участие в чемпионате мира 2005 года в Хохфильцене, был 38-м в спринте, 30-м — в гонке преследования и 10-м — в эстафете. В том же Хохфильцене в 2005 году стал серебряным призёром всемирной зимней Универсиады в эстафете. В сезоне 2005/06 стал победителем этапа Кубка Европы в Обертиллиахе, выиграв индивидуальную гонку.
Участвовал в зимних Олимпийских играх 2006 года в Турине. Стартовал в двух дисциплинах — в индивидуальной гонке был 54-м, а в эстафете — седьмым.
На чемпионате мира 2007 года в Антерсельве стартовал во всех шести дисциплинах — был восьмым в эстафете, десятым — в смешанной эстафете, а в личных видах лучшим результатом стало 16-е место в индивидуальной гонке. Это 16-е место стало лучшим результатом спортсмена на соревнованиях уровня Кубка мира. Также на этом чемпионате Коробейников в единственный раз в карьере принял участие в масс-старте, где финишировал 26-м. На следующем чемпионате мира, в 2008 году в Эстерсунде стартовал только в смешанной эстафете, занял 13-е место.
По окончании сезона 2008/09 вернулся на родину. В сезоне 2009/10 выступал на Кубке России за сборную Красноярского края, после сезона завершил спортивную карьеру. С 2010 года работал тренером в Ачинской ДЮСШ имени Г. М. Мельниковой.
В марте 2014 года попал в ДТП в Ачинске, получил открытую черепно-мозговую травму. Спустя два месяца, 16 мая 2014 года скончался в больнице г. Красноярска. У спортсмена остались жена и дочь.
В декабре 2014 года в Ачинске проведены соревнования памяти Алексея Коробейникова.

#### Результаты в общем зачёте Кубка мира
- 2002/03 — очков не набирал
- 2003/04 — 74-е место (7 очков)
- 2004/05 — 91-е место (1 очко)
- 2005/06 — 93-е место (1 очко)
- 2006/07 — 66-е место (22 очка)
- 2007/08 — в личных видах не выступал
- 2008/09 — очков не набирал